# Ascension (serial telewizyjny)
Ascension – amerykański miniserial telewizyjny z elementami science fiction, wyprodukowany przez Debmar-Mercury oraz NBCUniversal Television Distribution. Twórcą serialu jest Philip Levens. Początkowo premierę serialu zaplanowano na 24 listopada 2014 roku, ale ostatecznie przesunięto na 15 grudnia 2014 roku.

11 marca 2015 roku, stacja SyFy ogłosiła że miniserial nie będzie kontynuowany

## Fabuła
Akcja serialu dzieje się w 1963 roku na statku kosmicznym, który rząd USA wysłał w misję zaludnienia nowego świata. Na jego pokładzie znalazło się kilkaset osób. Po 50 latach wyprawy, od której nie ma powrotu na Ziemię, w tajemniczych okolicznościach zostaje zamordowana młoda kobieta. Ludzie na pokładzie zastanawiają jaki był prawdziwy cel misji statku.

## Obsada
- Brian Van Holt jako William Denninger[4], kapitan statku, mąż Viondry.
- Tricia Helfer jako Viondra Denninger[5]
- Brandon P. Bell jako Oren Gault[6]
- Andrea Roth jako Juliet Bryce[7], lekarz
- Tiffany Lonsdale jako Emily Vanderhaus[6]
- Ryan Robbins jako Duke Vanderhaus
- Jacqueline Byers jako Nora Bryce[6]
- P.J. Boudousqué jako James Toback
- Gil Bellows jako Harris Enzmann[8]

## Postaci drugoplanowe
- Mark Camacho jako Martin Carillo
- Brad Carter jako Stokes
- Wendy Crewson jako Martha Warren[9]
- Spiro Malandrakis jako Nixon
- Robert Naylor jako Matthew
- Ellie O'Brien jako Christa Valis
- John Ralston
- Al Sapienza jako Rose
- Jessica Sipos jako Jackie
- Lauren Suthers jako student
- Amanda Thomson jako Lorelei Wright
- Elias Toufexis jako Hayes

## Odcinki
| Sezon | Sezon | Odcinki | Premierowa emisja | Premierowa emisja | Premierowa emisja | Premierowa emisja | Premierowa emisja |
| Sezon | Sezon | Odcinki | Premiera sezonu   | Finał sezonu      | Premiera sezonu   | Finał sezonu      |                   |
| ----- | ----- | ------- | ----------------- | ----------------- | ----------------- | ----------------- | ----------------- |
|       | 1     | 6       | 15 grudnia 2014   | 17 grudnia 2014   | 23 lutego 2016    | 23 lutego 2016    |                   |

### Sezon 1 (2014)
| # | Tytuł               | Polski tytuł               | Reżyseria        | Scenariusz                      | Premiera        | Premiera w Polsce |
| - | ------------------- | -------------------------- | ---------------- | ------------------------------- | --------------- | ----------------- |
| 1 | Night One, Part 1   | Rozdział pierwszy, część 1 | Stephen Williams | Phillip Levens & Adrian A. Cruz | 15 grudnia 2014 | 23 lutego 2016    |
| 2 | Night One, Part 2   | Rozdział pierwszy, część 2 | Stephen Williams | Phillip Levens & Adrian A. Cruz | 15 grudnia 2014 | 23 lutego 2016    |
| 3 | Night Two, Part 1   | Rozdział drugi, część 1    | Vincenzo Natali  | Philip Levens                   | 16 grudnia 2014 | 23 lutego 2016    |
| 4 | Night Two, Part 2   | Rozdział drugi, część 2    | Rob Lieberman    | Adrian A. Cruz                  | 16 grudnia 2014 | 23 lutego 2016    |
| 5 | Night Three, Part 1 | Rozdział trzeci, część 1   | Mairzee Almas    | Melody Fox                      | 17 grudnia 2014 | 23 lutego 2016    |
| 6 | Night Three, Part 2 | Rozdział trzeci, część 2   | Nicholas Copus   | Philip Levens                   | 15 grudnia 2014 | 23 lutego 2016    |

## Produkcja
14 marca 2014 roku SyFy zamówiła 6 odcinkowy miniserial.